# The Small Town Guy
The Small Town Guy è un film muto del 1917 diretto da Lawrence C. Windom e prodotto dalla Essanay di Chicago. La sceneggiatura di H. Tipton Steck si basa su A Picture of Innocence, racconto di Freeman Tilden pubblicato sul Munsey's Magazine nell'aprile 1917.

## Trama
Ernest Gledhill, impiegato in un albergo di una piccola città di provincia, viene allettato da due malviventi di Chicago, Swell Dresser e Slim McClearn, che lo lusingano con il miraggio della grande città offrendogli un impiego come segretario del Club del Typemetal. Salutata la moglie, Ernest parte insieme a loro per Chicago. Lì viene contattato da alcuni agenti governativi che cercano da tempo di pizzicare i due manigoldi. L'ingenuo Ernest si rende conto di essere stato manovrato e torna a casa, dove scopre di essere l'unico erede della sua defunta zia. Ormai ricco, adesso non avrebbe più problemi ma esita a contattare la moglie, non sentendosi più degno di lei dopo essere stato invischiato in quegli sporchi affari. Dresser e McClearn, intanto, giungono anche loro in città: dopo aver saputo della fortuna di Ernest, vogliono godere anche loro del suo denaro, minacciando in caso contrario di denunciarlo. Il giovane confessa tutto alla moglie ma Eleanor, sicura dell'integrità di Ernest, non ha dubbi su di lui. Rinfrancato dalla sua fiducia, Ernest ritrova tutto il proprio coraggio e affronta i due ricattatori quando ritornano per incassare. I due, presi a pugni dall'incontenibile giovanotto, finiranno poi arrestati da un agente federale.

## Produzione
Il film fu prodotto dalla Essanay Film Manufacturing Company e dalla Perfection Pictures.

## Distribuzione
Il copyright del film, richiesto dalla Essanay Film Mfg. Co., fu registrato il 20 novembre 1917 con il numero LP11786. Distribuito dalla George Kleine System, il film uscì nelle sale cinematografiche statunitensi il 3 dicembre 1917.
Non si conoscono copie ancora esistenti della pellicola che viene considerata presumibilmente perduta.